# Acianthera heringeri
Acianthera heringeri es una especie de orquídea epifita. Es originaria de Minas Gerais, Brasil, anteriormente dependiente del género Pleurothallis. Se encuentra en la Mata Atlántica.

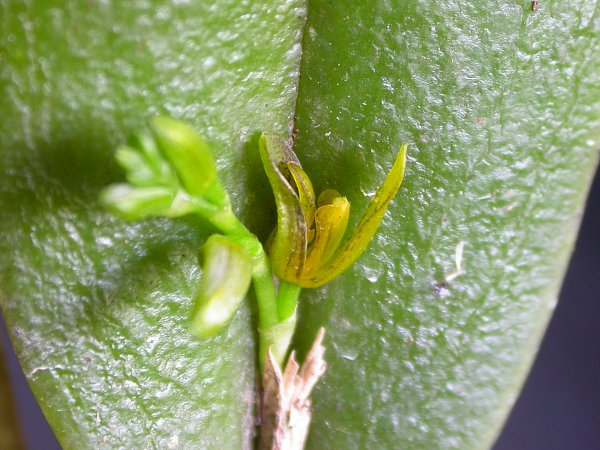
Detalle de la flor

## Taxonomía
Acianthera heringeri fue descrita por (Hoehne) F.Barros y publicado en Hoehnea 30(3): 185. 2003.
Etimología
Acianthera: nombre genérico que es una referencia a la posición de las anteras de algunas de sus especies.
heringeri: epíteto otorgado en honor del botánico brasileño Ezechias Paulo Heringer.
Sinonimia
- Acianthera heringeri (Hoehne) Luer
- Pleurothallis heringeri Hoehne[4][5]